# Бич, Сильвия
Си́львия Бич (англ. Sylvia Beach, урождённая Нэ́нси Ву́дбридж Бич, англ. Nancy Woodbridge Beach; 14 марта 1887, Балтимор, Мэриленд, США — 5 октября 1962, Париж, Франция) — американская писательница, издатель, владелица книжного магазина, одна из крупнейших фигур литературного Парижа между Первой и Второй мировыми войнами.

## Биография
Дочь пресвитерианского священника. В 1902—1905 годах жила с семьёй в Париже, где отец служил в Американской церкви и руководил Американским студенческим центром. Позже путешествовала по Европе, два года провела в Испании, затем работала в Балканской комиссии Красного Креста. В конце первой мировой войны вернулась в Париж, изучала новейшую французскую литературу. В 1917 году познакомилась и подружилась с писательницей Адриенной Монье, хозяйкой книжной лавки и литературного салона «Дом друзей книги». Под её влиянием открыла в 1919 году собственный магазин англоязычной книги «Шекспир и Компания»; в 1921 году он переехал на улицу Одеон, 12, где расположился напротив лавки А. Монье. В 1919 году познакомилась с эксцентричным композитором Эриком Сати, симфоническая драма «Сократ» которого произвела на неё большое впечатление. Дружба с Сати продолжалась вплоть до его смерти.
В 1922 году Сильвия Бич под маркой своего магазина опубликовала роман Дж. Джойса «Улисс», отпугивавший британских и американских издателей, и несколько раз переиздавала его позднее; в 1929 году выпустила сборник материалов о книге Джойса «Work in Progress» (позже названной «Поминки по Финнегану»). В магазине постоянно бывали Шервуд Андерсон, Гертруда Стайн, Джуна Барнс, Клод Каон, Беренис Эббот, Эзра Паунд, Т. С. Элиот, Генри Миллер, Торнтон Уайлдер, Алистер Кроули, Джордж Гершвин, Ман Рэй, Ф. С. Фицджеральд, Эрнест Хемингуэй (не раз вспоминающий Сильвию Бич в книге «Праздник, который всегда с тобой»), Олаф Булль, Андре Жид, Валери Ларбо, Жюль Ромен, Жан Полан, Поль Валери, Жак Лакан, Анри Мишо (позднее, в 1949 году, Бич перевела его книгу «Варвар в Азии») и многие другие. В тридцатые годы лавка испытывала серьёзные финансовые трудности и существовала лишь благодаря поддержке дружеского круга Сильвии Бич.

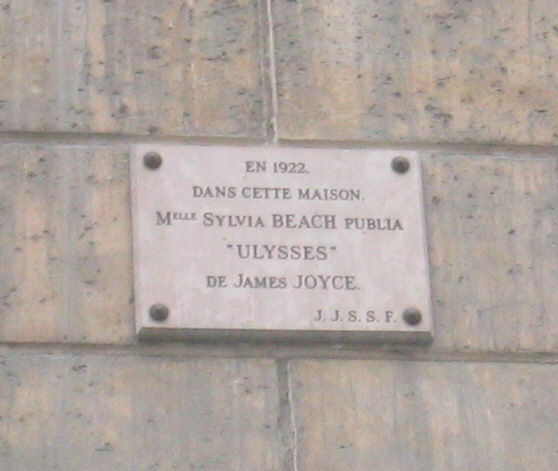
Памятная доска на парижской улице Одеон

«Шекспир и компания» был закрыт в 1941 году после того, как хозяйка отказалась продать немецкому офицеру последний экземпляр «Поминок по Финнегану». Сильвия Бич провела шесть месяцев в лагере в Виттеле, затем вернулась в Париж, но магазин, все книги и материалы которого сохранились, больше не открывала (в 1951 году лавку под этим названием с разрешения Сильвии Бич открыл в другом месте Парижа, на улице Бюшри, 37, американец Джордж Уитмен, см.:en:Shakespeare and Company (bookshop)). В 1959 году Бич опубликовала мемуарную книгу «Шекспир и компания», вскоре переведённую на многие европейские языки; тогда же организовала в Американском культурном центре в Париже выставку «Двадцатые годы», имевшую большой успех и показанную позже в Лондоне.
Сильвия Бич похоронена на Принстонском кладбище в США.

## Сочинения
- Ulysses in Paris. New York: Harcourt, Brace, 1956.
- Shakespeare and Company: The Story of an American Bookshop in Paris. New York: Harcourt, Brace & Co., 1959.
- Les Années Vingt: Les écrivains americains à Paris et leurs amis. Paris: Centre Culturel Americain, 1959.